# Arquivo Raridades
Arquivo_Raridades é um álbum de Zeca Baleiro, lançado apenas em formato digital, sendo o terceiro de uma série de 3 volumes lançados em comemoração aos 20 anos do lançamento de seu primeiro álbum (Por Onde Andará Stephen Fry?), e que reúne gravações raras e dispersas de seu catálogo musical. Neste 3o volume, foram reunidas gravações feitas por Zeca Baleiro em Cds-tributos a outros artistas, canções compostas para séries e sobras de estúdio.

## Faixas
| N.º | Título                    | Compositor(es)                           | Info                                                                              | Duração |  |
| 1.  | "Baioque"                 | Chico Buarque                            | Gravada por Baleiro em 2013 para a trilha sonora da novela Joia Rara              | 3:32    |  |
| 2.  | "Envolvidão"              | Rael da Rima                             |                                                                                   | 4:41    |  |
| 3.  | "A Estrada Me Chama"      | Zeca Baleiro                             | Composta e gravada pelo Zeca para a série "O dia em que nos tornamos terroristas" | 2:54    |  |
| 4.  | "Respeita Januário"       | Luiz Gonzaga                             |                                                                                   | 2:17    |  |
| 5.  | "Sonho de Consumo"        | Bruno Batista e Glauco Luz               |                                                                                   | 3:05    |  |
| 6.  | "Chuva Fina"              | Robby Rosa                               |                                                                                   | 3:55    |  |
| 7.  | "Tarde de Abril"          | Zeca Baleiro                             | Composta por Zeca Baleiro em tributo a Roberto Carlos                             | 4:22    |  |
| 8.  | "Armadilha"               | Nelson Coelho de Castro e Denise Ribeiro | Gravada para a trilha sonora da série Animal, exibida pelo canal GNT em 2016.     | 2:43    |  |
| 9.  | "Vocação"                 | Pe. Zezinho                              |                                                                                   | 3:27    |  |
| 10. | "Por Causa de Você"       | Dolores Duran e Tom Jobim                |                                                                                   | 3:07    |  |
| 11. | "Logradouro"              | Kleber Albuquerque e Rafael Altério      |                                                                                   | 3:00    |  |
| 12. | "O Chamado (Ao Vivo)"     | Marina Lima e Giovanni Bizzotto          |                                                                                   | 3:01    |  |
| 13. | "Ponto de Fuga (Ao Vivo)" | Chico Maranhão                           | Gravação captada em show feito pelo Zeca em 2009 na cidade de São Paulo (SP)      | 2:22    |  |